# دستور (مقام مذهبی)
دستور یک روحانی بلند مرتبه در دین زرتشتی است. اختیارات او از موبد و هیربد بالاتر است.
در اصلاح نوین، این واژه به روحانیون پارسیان هند گفته می شود.